# Grand canal de Stavropol
Le Grand Canal de Stavropol (russe : Большой Ставропольский канал) est un canal d'irrigation situé dans le kraï de Stavropol en Russie. Il commence au barrage d'Oust-Dzheguta sur le cours supérieur de la rivière Kouban et conduit l'eau vers le nord-est via la rivière Kalaus jusqu'au réservoir Chogray sur la rivière Manych. Il fait 480 km de long et son débit maximum est de 75 m³/s. Les travaux de construction ont commencé en 1957 et se sont poursuivis jusqu'en 2006. Dans les années 1970, la construction était sous la supervision du 1er secrétaire du kraikom (comité régional du parti) de Stavropol, Mikhaïl Gorbatchev.

## Histoire

### Première phase (1957-1966)
La planification du Grand Canal de Stavropol a commencé en 1935 conformément à la résolution du Conseil des commissaires du peuple de l'URSS et du Comité central du PCUS du 27 avril 1935, « Sur l'approvisionnement complet en eau de Stavropol ». La complexité du projet et l'effet économique limité ralentirent la mise en œuvre du projet qui fut interrompu par la Seconde Guerre mondiale.
En 1954, le Conseil des Ministres de l'URSS a adopté une nouvelle résolution concernant la construction d'un système d'irrigation dans la région des rivières Kuban-Kalаоus. En 1957, le début de la construction du premier tronçon a marqué le début d'une période de 10 ans de travaux. À Oust-Djigout, un barrage hydroélectrique a été érigé sur la rivière Kouban, à partir duquel un canal long de 156 km a été creusé. Le débit d'eau à l'embouchure du tronçon BSK-1 atteignait 180 m3/ s, fournissant de l'eau à 38 600 hectares de terres. Les premiers 33 km du BSK-1 ont suivi la terrasse de la rive droite de la rivière Kouban, où prédominaient les argiles et les grès du Crétacé inférieur dans la zone des monocliniques de la partie moyenne du versant nord du Grand Caucase. Le reste du tronçon traversait des régions constituées de roches mères du Crétacé supérieur, recouvertes de dépôts quaternaires peu épais tels que des galets, des sables, des argiles, des loess et des loams. Le lit du canal était conçu en terre, seuls quelques tronçons où dominaient les sables et les loams étaient revêtus d'une protection anti-filtration. La conception du BSK-1 dans les lits en terre et la zone peu propice aux sédiments, où la barrière imperméable des argiles de Maïkop était très proche, selon les spécialistes, ont entraîné un faible coefficient d'efficacité du système d'irrigation, qui était de 0,55–0,60.

### Deuxième phase (1966-1974)

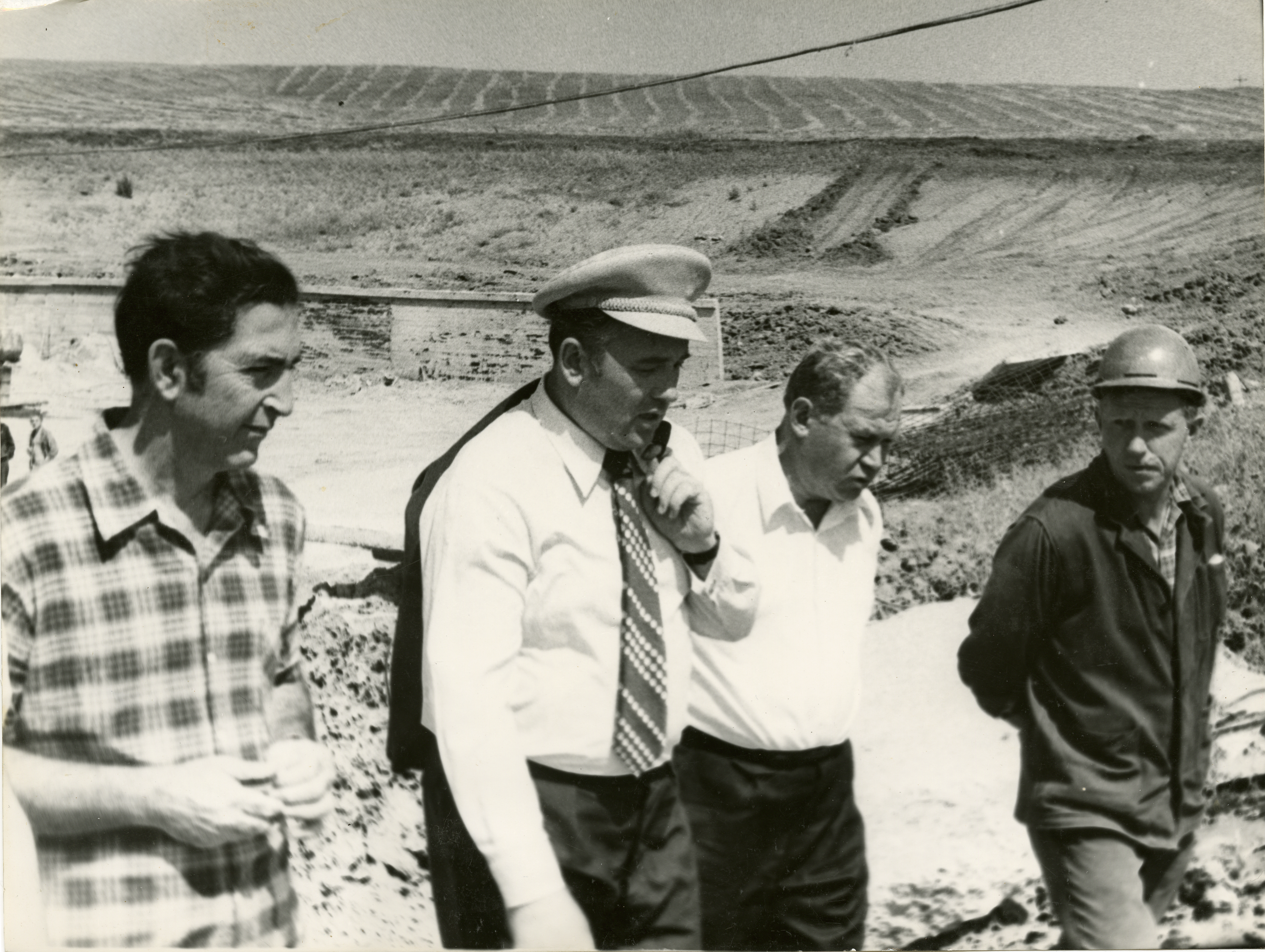
Mikhaïl Gorbatchev inspectant la construction du canal dans les années 1970.

La construction du deuxième tronçon du système d'irrigation (BSK-2) remonte à 1966, à la suite de la publication d'une résolution conjointe du Comité central du PCUS et du Conseil des Ministres de l'URSS, mettant l'accent sur la nécessité d'élargir les terres irriguées sur le territoire de l'Union soviétique. Selon la résolution, des travaux sont prévus pour aménager 7 à 8 millions d'hectares de terres entre 1966 et 1975 (y compris la mise en culture des terres vierges et la réalisation d'activités d'irrigation et de drainage). Une augmentation significative du rendement des céréales est attendue sur les terres irriguées dans les régions au climat aride, pour lesquelles des variétés de blé à tiges courtes et à haut rendement, résistantes à la verse, sont spécialement développées.
Sur décision du Comité régional du PCUS du Krai de Stavropol en 1966, les travaux de construction du BSK-2 ont commencé en 1969. La longueur du deuxième tronçon était de 67 km, avec une capacité de 65 m3/ s. Du béton armé monolithique a été utilisé pour le revêtement du lit du canal. Les travaux de construction prirent du retard sur le calendrier en raison du relief très accidenté, ce qui nécessitait la construction de trois tunnels souterrains. À partir de 1971, après l'adoption de la résolution du Comité central du PCUS « Sur l'accélération de la construction du Grand Canal de Stavropol et des systèmes d'irrigation et de drainage dans la région », les travaux de construction ont été considérablement intensifiés. Cette décision était motivée par la nécessité de mettre en exploitation 125 000 hectares de terres irriguées entre 1971 et 1975.

### Troisième phase (1974-1979)
La construction du troisième tronçon du canal (BSK-3) s'est déroulée de 1974 à 1979. La longueur de la section était de 42,5 km, avec un débit d'eau de 55 m3/ s au début du canal principal. Le canal traversait le territoire du district d'Alexandrovsky, irriguant une superficie de 15 500 hectares.

### Quatrième phase (1984-2006)
En 1984, débute la construction du quatrième tronçon (BSK-4), dont la longueur prévue était de 57 km. La situation économique difficile en Russie dans les années 1990 a retardé la construction du BSK-4, qui n'a été officiellement ouvert qu'en 2006.

### Période contemporaine
Des travaux d'expertise et des études approfondies ont été menés fin des années 1980 - début des années 1990, pour évaluer les conséquences écologiques de la construction du canal. Des constatations inquiétantes sont faites concernant la qualité de l'eau, la salinisation des sols et la présence de pesticides. Depuis les années 2000, les autorités mettent en œuvre des mesures pour atténuer les impacts négatifs du canal, notamment la mise en place de réglementations plus strictes sur l'utilisation des pesticides et des eaux d'irrigation.